# Yanick Dupre Memorial
Yanick Dupre Memorial Class Guy Award är ett pris inom ishockey till minne av Yanick Dupre som avled 16 augusti 1997, 24 år gammal efter att ha kämpat i 16 månader mot leukemi. Dupre spelade i tre säsonger för Philadelphia Flyers efter att ha draftats av samma klubb i tredje omgången i 1991 års NHL Entry Draft.
Före 1999 delades priset ut årligen under namnet Class Guy Award till den spelare i Philadelphia Flyers som bäst exemplifierar en bra rapportering i media. Det delas ut av Philadelphias avdelning inom Professional Hockey Writers’ Association (P.H.W.A.). Från 1999 delas priset ut årligen till den spelare som bäst representerar karaktär, ärlighet och respekt för sporten både på och utanför isen.

## Vinnare
- 1976-77: Gary Dornhoefer
- 1977-78: Joe Watson
- 1978-79: Bernie Parent
- 1979-80: Andre Dupont
- 1980-81: Bill Barber
- 1981-82: Bobby Clarke
- 1982-83: Mark Howe
- 1983-84: Dave Poulin
- 1984-85: Brad Marsh
- 1985-86: Murray Craven
- 1986-87: Glenn Resch
- 1987-88: Rick Tocchet
- 1988-89: Ron Sutter
- 1989-90: Craig Berube
- 1990-91: Gord Murphy
- 1991-92: Kevin Dineen
- 1992-93: Mark Recchi
- 1993-94: Gary Galley
- 1994-95: Mikael Renberg
- 1995-96: Ron Hextall
- 1996-97: Shjon Podien
- 1997-98: Trent Klatt
- 1998-99: Eric Desjardins
- 1999-00: Keith Jones
- 2000-01: Keith Primeau
- 2001-02: Jeremy Roenick
- 2002-03: Robert Esche
- 2003-04: Sami Kapanen
- 2005-06: Peter Forsberg